# John C. Booth
John C. Booth (ur. 1903, zm. 8 stycznia 1996) – amerykański działacz religijny, członek Ciała Kierowniczego Świadków Jehowy w Nowym Jorku w Stanach Zjednoczonych.

## Życiorys
John C. Booth urodził się w okolicach Wallkill w stanie Nowy Jork. W roku 1921 prowadził lekcje w szkółce niedzielnej przy Holenderskim Kościele Reformowanym, lecz nie chciał zostać pastorem. Czytał publikacje religijne, wydawane przez Towarzystwo Strażnica i zaczął bywać na zebraniach Badaczy Pisma Świętego (jak wówczas nazywali się Świadkowie Jehowy). W 1923 roku przyjął chrzest, a w 1928 roku podjął pełnoczasową służbę pionierską. W 1935 roku był nadzorcą podróżującym, odwiedzając zbory w Stanach Zjednoczonych. W 1938 roku zajmował się organizowaniem co tydzień zgromadzeń obwodowych.
W 1941 roku został skierowany do pracy jako wolontariusz na Farmie Królestwa w South Lansing w okolicach miasta Ithaca w stanie Nowy Jork – gdzie wówczas mieściła się Biblijna Szkoła Strażnicy – Gilead. Na Farmie pracował przez 28 lat, zostając w pewnym momencie jej nadzorcą. W 1970 roku został przeniesiony do pracy na Farmach Strażnicy w Wallkill. 28 listopada 1974 roku został członkiem Ciała Kierowniczego Świadków Jehowy i był nim aż do śmierci w 1996 roku.

## Podróże służbowe
John C. Booth odwiedzał i brał udział w otwarciu Biur Oddziału, a także brał udział w kongresach międzynarodowych. W 1978 roku był głównym mówcą na zgromadzeniu międzynarodowym pod hasłem „Zwycięska wiara” na Martynice.